# Joseph Kramm
Joseph Kramm (ur. 1907, zm. 1991) – amerykański dramaturg, reżyser i aktor, zdobywca Nagrody Pulitzera. Urodził się 30 września 1907 w Filadelfii w stanie Pensylwania. Studiował na University of Pennsylvania. Dopiero jego dziewiąta sztuka, The Shrike została inscenizowana i opublikowana. Otrzymał za nią Nagrodę Pulitzera w dziedzinie dramatu za 1952. Zmarł 8 maja 1991 w Nowym Jorku.